# Заштита шума
Заштита шума је грана шумарства која се бави очувањем или побољшањем шуме и спречавањем и контролом оштећења шума која су настала природним путем или су их проузроковали људи (примери - ватра, животиње, инсекти, гљивице, штетне биљке и неповољни климатски услови).
Заштита шума такође има правни статус, а поред  оштећења која укључују људски утицај, бави се и шумском патологијом. Због тога, постоје парадоксалне сугестије широм света поводом заштите шума.
У земљама у којима се говори немачки језик, заштита шуме усмерила би се на биотске и абиотске факторе који нису повезани са криминалом. Заштићена шума није исто што и заштита шума. Ови изрази могу довести до забуне у енглеском језику, мада су и на другим језицима јаснији. Као резултат тога, читање енглеске литературе може бити проблематично за нестручна лица због локализације и повезаности значења.
Типови лошег утицаја човека које заштита шума настоји да спречи укључују:
- Агресивна или неодржива пољопривреда и сеча шума
- Загађење земљишта на коме расту шуме
- Проширење развоја града узроковано повећањем популације, што резултира ширењем града[1]

## Откуп земљишта
Једна једноставна врста заштите шума јесте куповина земљишта у циљу заштите или засађивања дрвећа (пошумљавање). То такође може значити управљање шумама или означавање подручја попут природних резервоара, која су препуштена сами себи. Међутим, сама куповина парчета земље не спречава друге да га користе за ловокрађу и илегалну сечу.